# Agathis juvenilis
Agathis juvenilis är en stekelart som beskrevs av Charles Thomas Brues 1910. Agathis juvenilis ingår i släktet Agathis och familjen bracksteklar. Inga underarter finns listade i Catalogue of Life.